# DEVILOOF
DEVILOOF(デビルーフ)は日本のメタルバンド。

## 概要
DEVILOOF は2015年に日本の大阪府で結成された4人組のメタルバンド。
デスコア、スラミング、ブルータル・デスメタルといったアンダーグラウンドなメタル要素を基盤とし、視覚的な演出やミュージックビデオなどの映像表現にも注力している。
2025年1月にリリースされた楽曲「因習」のミュージックビデオでは俳優・浅野忠信と共演し、国内外で大きな反響を呼んだ。
個々の高い演奏技術に加え、凶暴性を帯びたサウンドと激しいステージングを特徴としており、国内外でのライブ活動や音楽フェスティバルへの出演を通じて、国際的な注目を集めている。
音楽活動に加えて、日本テレビ「有吉反省会」「午前0時の森」TBS「有吉ジャポン」などのバラエティ番組にも出演。また、ヴィレッジヴァンガードとのコラボグッズ販売など、多方面での展開も行っている。

## 音楽性
デスコアのみならず、スラミング、ブルータル・デスメタル、グラインドコアといったアンダーグラウンドな音楽性を取り入れた楽曲が多く、1作目のフルアルバム『Devil's Proof』からクリーンボイスも取り入れる。2作目のフルアルバム『鬼』では、「和」をコンセプトにしたバンド本来の暴虐性に加え「和」要素が醸し出す暗さ、重さが前面に押し出された作品となっている。

## 容姿
メンバー全員がヴィジュアル系にルーツを持つことから、作品ごとに楽曲やコンセプトに合わせてメイクや衣装の方向性を決めている。
視覚面での統一感やインパクトも重視しており、バンドの世界観構築において重要な要素となっている。

## バンド名
バンド名の由来は「Devil’s proof ＝ 悪魔の証明」で、これは聖書の中で悪魔がキリストに対し「神の子であるならば飛び降りても死なないはずだ」と言ったことに由来する慣用句。

## DEVIFEST
DEVIFESTはDEVILOOFが主催する音楽イベントであり、拠点である大阪を中心に開催されている。
2024年
開催日　
2024年1月8日 心斎橋BIGCAT(大阪)
出演者
・DEVILOOF ・アイリフドーパ・CRYSTAL LAKE ・DEXCORE・JILUKA・LAST DAY DREAM・PROMPTS
・SABLE HILLS・SEX MACHINGUNS
2025年
開催日　
2025年5月17日 GORILLA HALL OSAKA(大阪)
出演者
・DEVILOOF ・Carnifex(USA)・アイリフドーパ・DEXCORE・Evilgloom・Imperial Circus Dead Decadance
・JILUKA・kokeshi

## メンバー
- 桂佑(けいすけ) - Vocal
- Ray (れい) - 7strings Guitar/Vocal　2017年9月加入[2]
- 太輝(だいき) - Bass、リーダー
- 幹太(かんた) - Drum 2018年12月加入[3]

### 元メンバー
- 竜弥(りゅうや) - Guitar  2016年10月脱退[4]その後、DIMLIMを結成
- 晟也(せいや) - Guitar 2018年10月脱退
- HIROTO(ひろと) -Drum 2018年10月脱退
- 愛朔(あいさく) - 7strings Guitar 2018年12月加入[3]2024年8月31日脱退[5]

## 概説
2015年10月1日、1stシングルとなる「Ruin」のMVを始動に先駆けて公開。日本だけにとどまらず、世界からの注目も浴びる。
2016年、世界最大のメタルフェス「ヴァッケン・オープン・エア」の出場権をかけた「Metal Battle Japan」に参加し、決勝ラウンドに進出。同年8月31日、1stミニアルバム「PURGE」を発売。オリコンインディーズチャート12位を記録し、このようなジャンルの音楽としては異例の売上を記録。
2017年4月27日、5月3日の目黒鹿鳴館での公演を以って、一時的に活動休止する事を発表。その後、新メンバーを迎え入れ、10月1日に活動再開。11月15日には1stフルアルバム「Devil's Proof」を発売。また、江川敏弘の手によりロゴも一新した。
2018年1月、デンジャークルー・レコード傘下の9thRecordsとの契約を発表。10月、メンバーの脱退があり、2019年3月に新体制を始動。
2019年5月23日、「Ishtar」以外の作品のダウンロード・ストリーミング配信を開始。6月19日、「和」をテーマにした2ndフルアルバム「鬼」を発売。 それに伴うワンマンツアー、EUツアーも予定している。
2020年7月12日、コロナウイルスの影響により、春のEUツアーや夏の国内ワンマンツアーが延期になったことを受け、「世界中のリスナーに何か届けれるものはないか？」とのことで、初の無観客配信ライブ『I HATE COVID-19』の開催を決定。同月22日には、3月に発売が予定されていた通販限定の両A面シングル「Devil's Calling/Angel's Cry」もリリースされた。ちなみに「Angel's Cry」はRayがメインボーカルを取っており、ギターソロやオーケストラアレンジをGYZEのRYOJIが担当した。
2021年8月28日、日本テレビ系「有吉反省会」に出演。12月17日、同月8日にリリースされた3rdアルバム『DYSTOPIA』が、iTunes国内メタルチャート,Apple Music国内メタルチャートで共に1位を獲得した。
2022年12月16日、徳間ジャパンコミュニケーションズより2023年春にメジャー・デビューすることを発表。
2023年2月10日、桂佑の慢性咽頭炎のため、メジャーデビューシングルEP『DAMNED』の発売日を延期。同EPより「Damn」のミュージック・ビデオは公開。
2024年8月31日、愛朔が脱退。
2025年1月21日、活動10周年に突入。また、同月29日にリリースした新曲「因習」のMVに、俳優の浅野忠信が特別出演し、話題を呼んだ。

## ディスコグラフィー

### オリジナル・アルバム
|              | タイトル      | 発売日         | 規格         | 規格品番     | 備考                           |
| インディーズ | インディーズ  | インディーズ   | インディーズ | インディーズ | インディーズ                   |
| ------------ | ------------- | -------------- | ------------ | ------------ | ------------------------------ |
| 1st          | Devil's Proof | 2017年11月15日 | CD           | DVLF-0004    |                                |
| 2nd          | 鬼            | 2019年6月19日  | CD           | NIR-8        |                                |
| 3rd          | DYSTOPIA      | 2021年12月8日  | CD           | DVLF-0009    | CDは通販限定・ダウンロード配信 |

### ミニ・アルバム
|              | タイトル           | 発売日        | 規格                                | 規格品番     | 備考         |
| インディーズ | インディーズ       | インディーズ  | インディーズ                        | インディーズ | インディーズ |
| ------------ | ------------------ | ------------- | ----------------------------------- | ------------ | ------------ |
| 1st          | PURGE              | 2016年8月31日 | CD                                  | DVLF-0003    |              |
| メジャー     |                    |               |                                     |              |              |
| 2nd          | DAMNED             | 2023年4月19日 | CD+DVD(初回限定盤)                  | TKCA-75138   |              |
| 2nd          | DAMNED             | 2023年4月19日 | CD(通常盤)                          | TKCA-75139   |              |
| 3rd          | Song For The Weak. | 2024年1月24日 | 2CD+DVD(クラウン徳間ショップ限定盤) | TKZA-10027   |              |
| 3rd          | Song For The Weak. | 2024年1月24日 | CD(通常盤)                          | TKCA-75204   |              |

### ライブ・アルバム
|              | タイトル           | 発売日        | 規格         | 規格品番     | 備考                                                                                              |
| インディーズ | インディーズ       | インディーズ  | インディーズ | インディーズ | インディーズ                                                                                      |
| ------------ | ------------------ | ------------- | ------------ | ------------ | ------------------------------------------------------------------------------------------------- |
| 1st          | LIVE in JAPAN 2021 | 2021年10月7日 | CD           |              | CDはクラウドファンディングのリターン、及び通販限定 配信版は「A.M.D」「Nightmare」「Egoist」カット |

### 映像作品
| タイトル           | 発売日        | 規格         | 規格品番     | 備考                                     |              |
| インディーズ       | インディーズ  | インディーズ | インディーズ | インディーズ                             | インディーズ |
| ------------------ | ------------- | ------------ | ------------ | ---------------------------------------- | ------------ |
| LIVE in JAPAN 2021 | 2021年10月7日 | DVD Blu-ray  |              | 「A.M.D」「Nightmare」「Egoist」は未収録 |              |

### 参加アルバム
- 妖幻鏡 -WEST- Vol.3 ～大阪・名古屋連合～ 2016年7月　参加楽曲「愛してください」